# Canal 5 (Puerto Montt)
Canal 5 es un canal de televisión por suscripción chileno que emite desde la ciudad de Puerto Montt. Mantiene cobertura en las ciudades de Puerto Montt, Puerto Varas y Llanquihue y además de una vasta red de canales regionales del sur de Chile.

## Programación

### Programación actual
- Sur noticias
- Moviendo la mañana
- La hora del fútbol
- Noche pa la web
- Noticiero municipalidad de Puerto Montt
- Puerto Montt, ciudad universitaria
- Resumen semanal de noticias
- Tren al sur